# Esqui alpino nos Jogos Olímpicos de Inverno de 2022 - Combinado feminino
O combinado feminino nos Jogos Olímpicos de Inverno de 2022 foi disputado em 17 de fevereiro no Rock e no Ice River, ambos localizados em Yanqing, Pequim.

## Medalhistas
| Ouro   | SUI Michelle Gisin    |
| Prata  | SUI Wendy Holdener    |
| Bronze | ITA Federica Brignone |

## Resultados
| Pos. | Bib | Atleta              | País                     | Downhill | Pos. | Slalom  | Pos. | Total   | Diferença |
| ---- | --- | ------------------- | ------------------------ | -------- | ---- | ------- | ---- | ------- | --------- |
| 01 ! | 7   | Michelle Gisin      | SUI Suíça                | 1:33.42  | 12   | 52.25   | 1    | 2:25.67 | —         |
| 02 ! | 20  | Wendy Holdener      | SUI Suíça                | 1:33.41  | 11   | 53.31   | 3    | 2:26.72 | +1.05     |
| 03 ! | 16  | Federica Brignone   | ITA Itália               | 1:33.11  | 8    | 54.41   | 4    | 2:27.52 | +1.85     |
| 4    | 5   | Ester Ledecká       | CZE República Checa      | 1:32.43  | 2    | 55.89   | 5    | 2:28.32 | +2.65     |
| 5    | 3   | Katharina Huber     | AUT Áustria              | 1:35.68  | 19   | 53.12   | 2    | 2:28.80 | +3.13     |
| 6    | 10  | Christine Scheyer   | AUT Áustria              | 1:32.42  | 1    | 56.83   | 7    | 2:29.25 | +3.58     |
| 7    | 11  | Ramona Siebenhofer  | AUT Áustria              | 1:32.56  | 3    | 57.13   | 10   | 2:29.69 | +4.02     |
| 8    | 17  | Laura Gauché        | FRA França               | 1:34.08  | 17   | 55.96   | 6    | 2:30.04 | +4.37     |
| 9    | 19  | Maruša Ferk Saioni  | SLO Eslovênia            | 1:33.07  | 6    | 57.05   | 8    | 2:30.12 | +4.45     |
| 10   | 22  | Julia Pleshkova     | ROC                      | 1:33.54  | 14   | 57.16   | 11   | 2:30.70 | +5.03     |
| 11   | 25  | Patricia Mangan     | USA Estados Unidos       | 1:35.89  | 20   | 57.05   | 8    | 2:32.94 | +7.27     |
| 12   | 23  | Cande Moreno        | AND Andorra              | 1:34.05  | 16   | 1:00.29 | 14   | 2:34.34 | +8.67     |
| 13   | 2   | Greta Small         | AUS Austrália            | 1:34.38  | 18   | 1:00.17 | 13   | 2:34.55 | +8.88     |
| 14   | 26  | Tereza Nová         | CZE República Checa      | 1:37.07  | 23   | 58.39   | 12   | 2:35.46 | +9.79     |
| 15   | 24  | Kong Fanying        | CHN China                | 1:41.95  | 24   | 1:05.73 | 15   | 2:47.68 | +22.01    |
| 99   | 12  | Romane Miradoli     | FRA França               | 1:32.95  | 4    | DNF     | DNF  | —       | —         |
| 99   | 9   | Mikaela Shiffrin    | USA Estados Unidos       | 1:32.98  | 5    | DNF     | DNF  | —       | —         |
| 99   | 8   | Keely Cashman       | USA Estados Unidos       | 1:33.09  | 7    | DNF     | DNF  | —       | —         |
| 99   | 6   | Nicol Delago        | ITA Itália               | 1:33.12  | 9    | DNF     | DNF  | —       | —         |
| 99   | 18  | Priska Nufer        | SUI Suíça                | 1:33.15  | 10   | DNF     | DNF  | —       | —         |
| 99   | 15  | Marta Bassino       | ITA Itália               | 1:33.45  | 13   | DNF     | DNF  | —       | —         |
| 99   | 1   | Isabella Wright     | USA Estados Unidos       | 1:33.72  | 15   | DNF     | DNF  | —       | —         |
| 99   | 21  | Elvedina Muzaferija | BIH Bósnia e Herzegovina | 1:35.89  | 20   | DNF     | DNF  | —       | —         |
| 99   | 4   | Nevena Ignjatović   | SRB Sérvia               | 1:37.02  | 22   | DSQ     | DSQ  | —       | —         |
| 99   | 13  | Elena Curtoni       | ITA Itália               | DNF      | DNF  | —       | —    | —       | —         |
| 99   | 14  | Roni Remme          | CAN Canadá               | DNF      | DNF  | —       | —    | —       | —         |

Legenda
| Recorde mundial      | Recorde mundial (World record)               |                       | Recorde africano                      | Recorde africano (African) |                                           | Q | Classificado por posição (Qualified) |
| Recorde olímpico     | Recorde olímpico (Olympic record)            | Recorde da América    | Recorde da América (Americas)         | q                          | Classificado por melhor tempo (Qualified) |   |                                      |
| Melhor marca do ano  | Melhor marca do ano (World leading)          | Recorde asiático      | Recorde asiático (Asian)              | DNS                        | Não largou (Did not start)                |   |                                      |
| Recorde nacional     | Recorde nacional (National record)           | Recorde europeu       | Recorde europeu (European)            | DNF                        | Não terminou (Did not finish)             |   |                                      |
| Recorde pessoal      | Recorde pessoal do atleta (Personal best)    | Recorde da Oceania    | Recorde da Oceania (Oceania)          | DSQ / DQ                   | Desclassificado (Disqualified)            |   |                                      |
| Recorde da temporada | Recorde da temporada do atleta (Season best) | Recorde sul-americano | Recorde sul-americano (South America) | NM                         | Sem marca (No mark)                       |   |                                      |